# 湊祐介
湊 祐介（みなと ゆうすけ、1985年3月15日 - ）は、日本のスキー選手。専門はノルディック複合。

## 経歴・人物
秋田県北秋田郡阿仁町（現：北秋田市）出身。鷹巣農林高等学校時代からノルディック複合選手として各大会で活躍するなど早くから期待されていた。日本大学に進学後、2007年、ユニバーシアードトリノ大会の個人スプリントで優勝、グンダーセンで準優勝した。
大学卒業後は東京美装興業株式会社に所属。2009年、世界選手権リベレツ大会の団体戦にて、日本チームのメンバー（湊祐介、加藤大平、渡部暁斗、小林範仁）として優勝。個人戦2種目でも一桁順位に入る活躍を見せた。秋田県県民栄誉章受章。2010年バンクーバーオリンピックに出場。

## 主な戦績

### オリンピック
- 2010年バンクーバーオリンピック（ カナダ）
  - 個人（グンダーセン、ラージヒル）26位
- 2014年ソチオリンピック（ ロシア）
  - 団体 5位

### 世界選手権
- 2007年札幌（ 日本）
  - 個人グンダーセン40位
- 2009年リベレツ（ チェコ）
  - 個人（マススタート）15位、個人（グンダーセン、ノーマルヒル）6位、団体優勝、個人（グンダーセン、ラージヒル）9位
- 2011年オスロ（ ノルウェー）　
  - 個人ノーマルヒル33位、団体ノーマルヒル6位、個人ラージヒル28位、団体ラージヒル5位
- 2013年ヴァル・ディ・フィエンメ（ イタリア）
  - 団体ノーマルヒル4位

### ワールドカップ
- 最高成績11位（2010年1月30日オーストリア・ゼーフェルト大会）

### ユニバーシアード
- 2007年冬季ユニバーシアードトリノ（ イタリア）
  - 個人スプリント優勝、個人グンダーセン準優勝、団体（森山隆史・高尾康平）3位